# فتاة سوداء فتاة بيضاء (رواية)
فتاة سوداء فتاة بيضاء (بالإنجليزية: Black Girl / White Girl)‏ هي رواية للكاتبة الأمريكية جويس كارول أوتس، نشرت عام 2006، عن دار نشر إيكو.